# Toshihide Maskawa
Toshihide Maskawa (益川 敏英) (Prefectura de Aichi, 7 de febrero de 1940-Kioto, 23 de julio de 2021) fue un físico japonés, reconocido por su trabajo en la física de partículas, concretamente con el concepto de Violación CP. Su artículo «Violación CP en la teoría renomarlizada de la interacción débil» (1973) escrito junto a Makoto Kobayashi era en 2007 el tercer documento de física más citado de todos los tiempos. La matriz de Cabibbo-Kobayashi-Maskawa, en la que se definen los máximos parámetros entre quarks, es fruto de su trabajo. En 2008 ganó, junto a Makoto Kobayashi y a Yoichiro Nambu, el Premio Nobel de Física.
.

## Biografía y educación
Nació en Nagoya, Japón, el 7 de febrero de 1940, siendo el segundo hijo de una familia que vivía en Nagoya, ciudad de un millón de habitantes aproximadamente. Su hermana mayor murió de tuberculosis por lo que fue hijo único hasta que 7 años después, tras la guerra, nació su nueva hermana pequeña. Desde pequeño, debido a su constitución débil y la muerte de su hermana, apenas jugó con niños de su edad y se crio solo entre adultos, lo que provocaría en él un uso precoz del lenguaje, que le sirvió de más mayor para obtener calificaciones perfectas en los exámenes de japonés diseñados para probar la capacidad de los alumnos para usar palabras en la práctica. En la escuela secundaria le encantaban las novelas, especialmente las historias de detectives y misterio. Tras la Segunda Guerra Mundial, la familia Maskawa operaba como mayorista de azúcar, mientras que Toshihide decidió tomar otro camino y se graduó en la Universidad de Nagoya en 1962. Licenciado en física de partículas por la misma universidad en 1967, su asesor doctoral fue el físico Shoichi Sakata. Desde 1997 hasta 2003 dirigió el Instituto Yukawa de Física Teórica (YITP) de la Universidad de Kioto para ejercer más adelante como docente en la Universidad Kioto Sanyo y posteriormente ocupar más cargos importantes relacionados con la educación y la física. Estaba casado y tenía dos hijos.

## Carrera
Toshihide ingresó en la Universidad de Nagoya tras un duro año de estudio motivado por el deseo de evitar el destino de su padre y no convertirse en mayorista de azúcar. Cursó sus estudios en esta universidad aunque no fue hasta más adelante a principios de la década e los 70,  en la Universidad de Kioto, cuando colaboró con Makoto Kobayashi para explicar la simetría rota (la violación CP ) dentro del Modelo Estándar de física de partículas. La teoría de Maskawa y Kobayashi requería que hubiera al menos tres generaciones de quarks, una predicción que se confirmó experimentalmente cuatro años después por el descubrimiento del quark bottom, esto le concedería más adelante un premio nobel.
Fue director del Instituto Yukawa de Física teórica desde 1997 hasta 2003, director del Instituto Maskawa para Ciencia y Cultura en Kioto Sangyo University, profesor en la Universidad de Kioto y actualmente es profesor y director general del Instituto Kobayashi-Maskawa para el Origen de las partículas y el universo en la Universidad de Nagoya.

## Premio Nobel de Física 2008
Toshihide Maskawa junto con su compañero de investigaciones Makoto Kobayashi, publicaron en 2007 un trabajo con el título "Violación CP en la teoría renormalizada de la interacción débil", que resultó ser uno de los informes científicos más consultados, en concreto el tercero y gracias a él se han logrado definir los parámetros entre los diferentes quarks para diferenciarlos, e idear la matriz conocida como "Caribbo-Kobayashi-Maskawa". 
En octubre de 2008 le fue concedido el Premio Nobel de Física 2008, junto a Makoto Kobayashiy a Yoichiro Nambu, por "el descubrimiento de los orígenes de la ruptura de simetría que predice al menos la existencia de tres familias de quarks en la naturaleza", según el comunicado de la Academia sueca.
Maskawa y Kobayashi proporcionaron una explicación que resultó imprescindible para los fundamentos del llamado Modelo Standard de la física, que postula que si el universo fuera perfectamente simétrico, no habría ni vida, ni seres humanos, ni universo. Las interacciones de la materia con sus elementos, opuestos y simétricos, llamados antipartículas, se habrían anulado mutuamente, aboliendo de ese modo toda existencia posible.
Tras ganar el premio, Toshihide dijo a Adam Smith, Editor jefe de Nobelprize.org que, para un teórico, el período más importante era cuando después de despertarse temprano una mañana se disponía a descubrir una verdad que no se podría haber imaginado.

### Polémica
Cabe mencionar que surgió una cierta polémica sobre algunas ausencias en la lista de premiados. Debido a que el análisis de los méritos de unos y otros ilustra el hecho de que muchas contribuciones esenciales en ciencia no están construidas sobre el vacío, sino basándose en un trabajo previo de gran relevancia.
En este caso la controversia surge del hecho de que la "mezcla" de quarks, que es el ingrediente básico de la hipótesis de Kobayashi y Maskawa, había sido anteriormente propuesta (y demostrada experimentalemente para las dos primeras familias) por el físico italiano Nicola Cabibbo. De hecho en física de partículas se conoce el mecanismo completo por el acrónimo CKM, en reconocimiento a los tres científicos...pero solo dos se llevaron el premio. Es cierto que Kobayashi y Maskawa se basaron en el trabajo de Cabibbo pero también el proipio trabajo de Cabibbo estaba a su vez basado en el trabajo de Gell-Mann y Levy sobre mezclas de partículas subatómicas.

## Premios y reconocimientos
- 1979 - Premio Nishina Memorial
- 1985 - Premio Sakurai
- 1985 - Premio de la Academia de Japón
- 1995 - Premio Asahi
- 1995 - Premio de Cultura Chu-Nichi
- 2007 - Premio de Alta Energía y Física de Partículas por la European Physical Society
- 2008 - Premio Nobel de Física
- 2008 - Orden de la Cultura
- 2010 - Miembro de la Academia de Japón